# Phrixosceles trochosticha
Phrixosceles trochosticha là một loài bướm đêm thuộc họ Gracillariidae. Nó được tìm thấy ở Ấn Độ (Meghalaya).